# Église Saint-Léonard de Croissy-sur-Seine
L'église Saint-Léonard est l'église paroissiale de Croissy-sur-Seine, en Île-de-France. Elle ne doit pas être confondue avec la Chapelle Saint-Léonard-et-Saint-Martin, ancienne église paroissiale.

## Historique

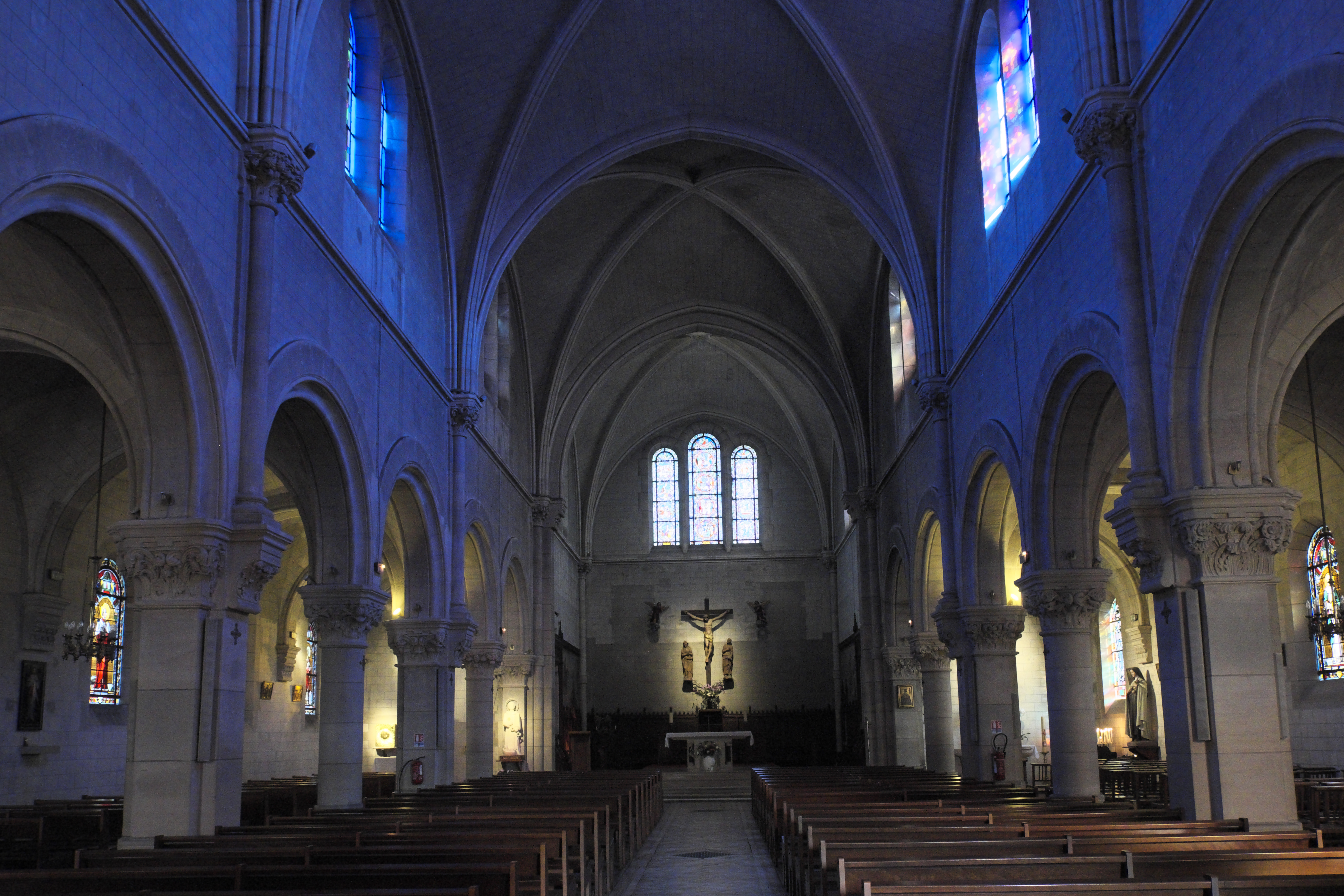
L'église Saint-Léonard en 2018.

Elle a été bâtie de 1881 à 1882 par les architectes Maurice Achille Delarue et son père Jean-François Delarue, et réalisée par l'entrepreneur en maçonnerie M. Morin. Les voûtes furent exécutées par Pothin, entrepreneur à Orléans, suivant le procédé Heurteaux des voûtes et arcs en briques moulurées, plâtrées et teintées avec des faux joints d'appareil imitant la pierre. Elle a été construite en quelques mois sur le principe de l'architecture néogothique standardisée pastichant les maçonneries des églises médiévales. Elle a été consacrée 15 octobre 1882 par l'évêque de Versailles Pierre Goux.